# Traité de Berwick (1560)
Pour les articles homonymes, voir traité de Berwick.

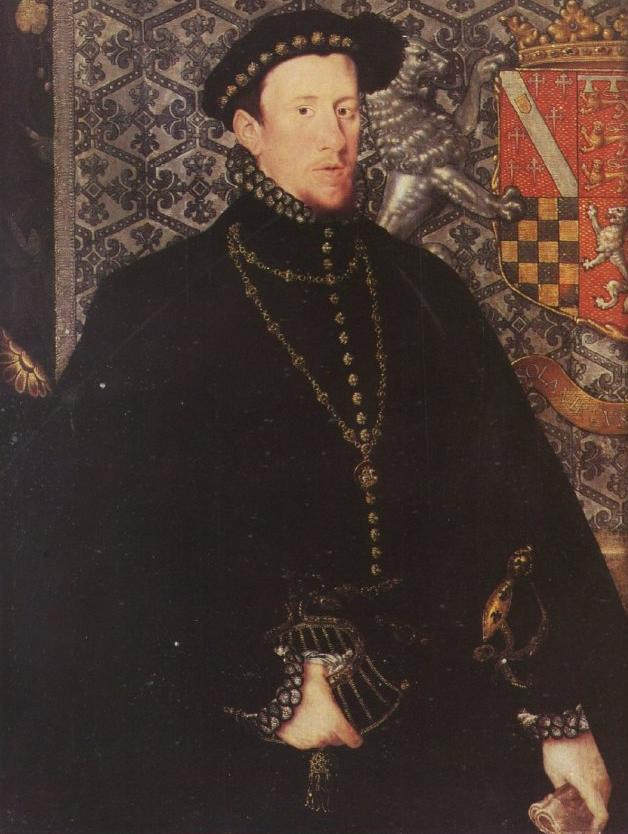
Portrait de Thomas Howard, 4e Duc de Norfolk. Date : 1563. Peintre : Hans Eworth

Le traité de Berwick est signé le 27 février 1560 à Berwick-upon-Tweed entre des représentants de la reine Élisabeth Ire d'Angleterre et les Lords of the Congregation, un groupe de seigneurs écossais protestants. L'accord porte sur l'intervention de l'armée anglaise sur le sol écossais pour en expulser les troupes françaises qui soutiennent la régente Marie de Guise.